# Kràsnaia Gorà (Vladímir)
|  | Per a altres significats, vegeu «Kràsnaia Gorà». |

Kràsnaia Gorà (en rus: Красная Гора) és un poble de l'óblast de Vladímir, a Rússia, segons el cens del 2010 tenia 48 habitants. Pertany al districte municipal de Koltxúguino.